# Clonaria rehni
Clonaria rehni är en insektsart som först beskrevs av Bolívar 1922.  Clonaria rehni ingår i släktet Clonaria och familjen Diapheromeridae. Inga underarter finns listade i Catalogue of Life.